# 764
Năm 764 là một năm trong lịch Julius.